# مرتضی جاویدی
مرتضی جاویدی (۲۲ تیر ۱۳۳۷ – ۷ بهمن ۱۳۶۵) مشهور به اشلو، نظامی ایرانی بود که در خلال جنگ ایران و عراق از فرماندهان میانی سپاه پاسداران به شمار می آمد و به عنوان فرمانده گردان فجر از لشکر ۳۳ المهدی فعالیت می کرد. وی در عملیات‌های بیت‌المقدس،فتح المبین، رمضان، والفجر ۱ و ۲ و ۸، خیبر، بدر و کربلای ۴ و کربلای ۵ حضور داشته‌است. جاویدی در بهمن ۱۳۶۵ در عملیات کربلای ۵ در شلمچه کشته شد.

## زندگی‌نامه
مرتضی جاویدی در تیر سال ۱۳۳۷ در روستای جلیان از توابع شهرستان فسا متولد شد. او در سال ۱۳۵۶ دیپلم تجربی گرفت. وی پس از پیروزی انقلاب، در سال ١٣۵۸ به سپاه پاسداران پیوست. جاویدی پیش از جنگ ایران و عراق در منطقه غرب کشور و کردستان به مبارزه با گروهکهای تجزیه طلب پرداخت.با شروع جنگ ایران و عراق جاویدی به این جنگ ملحق شد.

## القاب
اشلو معروف‌ترین لقب مرتضی جاویدی است و دلیل گذاشتن این لقب برای او این است که با لباس عراقی‌ها پیش خودشان می‌رفت و با آنان هم غذا می‌شد. (اشلونک به معنای: حالت چطوره؟) او به سنگرهای عراقی‌ها می‌رفت و با شجاعت با آنها صحبت می‌کرد، بعدها عراقی‌ها پی می‌بردند که او ایرانی است و برای جاسوسی به سنگر آنها آمده‌است و برای سر مرتضی جاویدی جایزه می‌گذاشتند.در عملیات والفجر ۲ در حالی که پادگان حاج عمران در تصرف نظامیان ایرانی بود ، گردان فجر تحت محاصرهٔ نیروهای نظامی عراق در می‌آید و حدود ۵ روز این محاصره طول می‌کشد. در روز پنجم، برخی فرماندهان از جمله محسن رضایی و صیاد شیرازی به جاویدی که فرماندهی عملیات را عهده‌دار بوده‌است؛ دستور عقب‌نشینی می‌دهند. اما وی امتناع کرده و می‌گوید: «نمی‌گذارم اُحُدی دیگر تکرار شود». به همین دلیل بعدها او را «سردار تنگه احد» نامیدند. هم‌رزمان جاویدی او را با عنوان «عمو مرتضی» نیز صدا می‌کردند.

## نجات قاسم سلیمانی
در عملیات کربلای ۵، هنگامی که قاسم سلیمانی فرمانده وقت لشکر ۴۱ ثارالله به همراه نیروهایش در محاصرهٔ نیروهای عراق می افتد، مرتضی جاویدی بنا به دستور محمدجعفر اسدی فرمانده وقت لشکر ۳۳ المهدی، به کمک وی می‌شتابد و قاسم سلیمانی و نیروهایش را از محاصره نجات می‌دهد.

## دیدار با سید روح‌الله خمینی
بعد از پیروزی نیروهای ایران در عملیات والفجر ۲ تعدادی از نظامیان ایرانی که در عملیات شرکت داشتند، در حسینیه جماران با سید روح‌الله خمینی دیدار کردند. به نقل از علی صیاد شیرازی، در این دیدار خمینی برای نخستین بار یکی از نظامیان را بوسید و این بوسه بر پیشانی مرتضی جاویدی بود.

## درگذشت
سرانجام پس از مبارزات و مجاهدات خستگی ناپذیر در هفتم بهمن ماه ۱۳۶۵ در عملیات کربلای ۵ در مقام فرماندهی گردان فجر به آرزوی همیشگی خود رسید و سپس پیکر مطهرش در زادگاهش به خاک سپرده شد.

## فیلم‌ شناسی
فلم سینمایی اشلو به کارگردانی صادق پروین آشتیانی و با بازیگری کوروش سلیمانی، سعید داخ و سینا کرمی و به سفارش تیپ تکاور انصار الحجه فسا در ۱۳۸۸ ساخته شده‌است. این فیلم روایتی از زندگی مرتضی جاویدی و ۵ روز محاصره گردان فجر در عملیات والفجر۲ است.

## کتاب‌ شناسی
کتاب تپه جاویدی و راز اشلو به نویسندگی اکبر صحرایی در ۵۲۰ صفحه، بر اساس زندگی مرتضی جاویدی تألیف شده‌است. این کتاب برای نخستین بار در سال ۱۳۹۰ توسط انتشارات ملک اعظم به نشر رسیده‌است و تاکنون چندین بار تجدید چاپ شده است. اکبر صحرایی کتاب دیگری نیز با موضوع زندگی او به شیوه رمان به رشته تحریر درآورده است که با عنوان «عمو مرتضی» و توسط انتشارات موسسه فرهنگی آسمان هشتم منتشر شده‌است.